# کپک سبز مرکبات
پنی‌سیلیوم دیگیتاتوم (به انگلیسی: Penicillium digitatum) نام یک قارچ است که در مرکبات باعث به وجود آمدن پوسیدگی کپکی آبی می‌شود.